# Hapaline ellipticifolia
Hapaline ellipticifolia är en kallaväxtart som beskrevs av Cheng Yih Wu och Hen Li. Hapaline ellipticifolia ingår i släktet Hapaline och familjen kallaväxter. Inga underarter finns listade.